# Martinius Stenshorne
Martinius Kleve Stenshorne (Hokksund, 2 februari 2006) is een Noors autocoureur. Hij is de zoon van voormalig auto- en rallycoureur Martin Stenshorne. Sinds 2024 maakt hij deel uit van het McLaren Driver Development Programme, het opleidingsprogramma van het Formule 1-team McLaren.

## Carrière

### Karting
Stenshorne begon zijn autosportcarrière in het karting op tienjarige leeftijd in 2016. In 2018 won hij de 60 Mini-klasse van de WSK Master Series en het Italiaanse kartkampioenschap en werd hij tweede in de WSK Champions Cup. In 2019 werd hij dertiende in de OKJ-klasse van het Europees kampioenschap. In 2020 werd hij in dezelfde klasse tweede in de WSK Champions Cup, waarin hij uitkwam voor het team van voormalig Formule 1-wereldkampioen Nico Rosberg. In 2021 werd hij ondergebracht bij All Road Management, het managementbureau van Nicolas Todt. Dat jaar kwam hij uit voor het kartteam van Charles Leclerc en werd hij twaalfde in de OK-klasse van het Europees kampioenschap.

### Formule 4
In 2022 stapte Stenshorne over naar het formuleracing en nam hij deel aan het Formule 4-kampioenschap van de Verenigde Arabische Emiraten voor het team 3Y by R-ace GP. Hij behaalde een podiumplaats op het Dubai Autodrome en werd met 72 punten tiende in het klassement. Vervolgens stapte hij over naar het Italiaans Formule 4-kampioenschap, waarin hij voor Van Amersfoort Racing reed. Hij kende een goed debuutjaar, waarin hij in het grootste deel van de races in de top 10 eindigde. Tegen het eind van het jaar behaalde hij twee podiumfinishes op het Autodromo Nazionale Monza en het Circuit Mugello. Met 122 punten werd hij zevende in de eindstand. Tevens reed hij twee weekenden als gastcoureur in het ADAC Formule 4-kampioenschap, met twee vijfde plaatsen op de Hockenheimring Baden-Württemberg als beste resultaten, en in een weekend van het Spaans Formule 4-kampioenschap bij Monlau Motorsport op het Motorland Aragón, waarin hij een keer als vijfde en twee keer als zesde eindigde.
In 2023 keerde Stenshorne eenmalig terug in de Formule 4, waarin hij voor Pinnacle Motorsport in de Grand Prix van Macau reed. In de eerste werd hij negentiende, voordat hij in de tweede race uitviel.

### Formule Regional
In 2023 begon Stenshorne het jaar in het Formula Regional Middle East Championship (FRMEC), waarin hij terugkeerde naar R-ace GP voor de laatste drie raceweekenden van het seizoen. Een zesde plaats op het Yas Marina Circuit was zijn beste resultaat en hij werd met 20 punten achttiende in de eindstand. Vervolgens stapte hij over naar het Formula Regional European Championship, waarin hij ook voor R-ace GP reed. Hij begon het seizoen direct met een zege op het Autodromo Internazionale Enzo e Dino Ferrari. Op de Hungaroring won hij beide races, en ook op Mugello zegevierde hij. Hierna behaalde hij zijn volgende zege weer in de seizoensfinale op Hockenheim. In de rest van het jaar eindigde hij nog zes keer op het podium. Met 261 punten werd hij achter Andrea Kimi Antonelli tweede in het kampioenschap.
In 2024 begon Stenshorne het seizoen opnieuw in het FRMEC, waarin hij wederom voor R-ace GP reed. Hij nam enkel deel aan de eerste drie raceweekenden, waarin hij wel vier keer op het podium eindigde. Met 100 punten werd hij achtste in de eindstand.

### Formule 3
In 2024 debuteerde Stenshorne in het FIA Formule 3-kampioenschap bij Hitech Pulse-Eight. Al in het tweede weekend op het Albert Park Street Circuit behaalde hij zijn eerste zege in de sprintrace. Vervolgens werd hij opgenomen in de McLaren Driver Development Programme, het opleidingsprogramma van het Formule 1-team McLaren. Dat jaar reed hij ook een raceweekend in het GB3 Championship op Silverstone. Aangezien hij geen toestemming van de FIA had gekregen om deel te nemen aan dit evenement, werd hij voor het Formule 3-weekend op Silverstone geschorst. In dit weekend werd hij vervangen door James Wharton. Dat seizoen stond hij ook op de Red Bull Ring op het podium. Met 38 punten werd hij achttiende in het kampioenschap.
In 2025 blijft Stenshorne actief in de Formule 3 bij Hitech.